# Petra Kheková
Petra Kheková (* 7. Mai 1973 in Prag, geborene Petra Čumplová) ist eine tschechische Handballspielerin, die für die tschechische Nationalmannschaft auflief.

## Karriere
Petra Kheková spielte zwischen 1993 und 1995 für DHC Slavia Prag. Mit Slavia Prag gewann sie 1994 die tschechische Meisterschaft sowie den tschechischen Pokal. Nachdem die Außenspielerin in der Saison 1995/96 für den deutschen Bundesligisten TuS Eintracht Minden aufgelaufen war, wechselte sie zum Ligakonkurrenten TV Mainzlar. Nachdem Kheková vier Jahre für Mainzlar gespielt hatte, schloss sie sich Bayer Leverkusen an. Mit Leverkusen gewann sie 2002 den DHB-Pokal. Im Jahre 2003 wechselte sie zum Oberligisten HC Sachsen Neustadt-Sebnitz. Mit Neustadt-Sebnitz stieg sie in die Regionalliga sowie in die 2. Bundesliga auf. 2006 beendete sie ihre Karriere. Als sich Neustadt-Sebnitz 2009 im Abstiegskampf der Regionalliga befand, half sie nochmals in der Schlussphase der Saison aus. Seit dem Jahr 2014 spielt sie beim tschechischen Verein Tatran Střešovice.
Petra Kheková lief insgesamt 206-mal für die tschechische Nationalmannschaft auf. Sie nahm fünf Mal an Weltmeisterschaften und zwei Mal an Europameisterschaften teil.